# Petersita-(Ce)
La petersita-(Ce) és un mineral de la classe dels fosfats que pertany al grup de la mixita.

## Característiques
La petersita-(Ce) és un fosfat de fórmula química Cu₆Ce(PO₄)₃(OH)₆(H₂O)₃. Va ser aprovada com a espècie vàlida per l'Associació Mineralògica Internacional el 2014, sent publicada l'any 2016. Cristal·litza en el sistema hexagonal. La seva duresa a l'escala de Mohs és 3,5.
Les mostres que van servir per a determinar l'espècie, el que es coneix com a material tipus, es troben conservades al Museu Mineral de la Universitat d'Arizona, a Tucson (Arizona), amb el número de catàleg: 19801, i al projecte RRUFF, amb el número de dipòsit: r050541.

## Formació i jaciments
Va ser descoberta al districte miner de Cherry Creek, dins el comtat de Yavapai (Arizona, Estats Units), on es troba en forma de petits aerosols de cristalls aciculars de color verd groguenc. També ha estat descrita al riu Detani al seu pas per Ohgurusu, a la prefectura de Mie (Japó). Aquests dos indrets són els únics de tot el planeta on ha estat descrita aquesta espècie mineral.